# Lernanist
Lernanist – wieś w Armenii, w prowincji Kotajk. W 2011 roku liczyła 3090 mieszkańców.